# Влашки језик
Влашки језик је матерњи језик Влаха и представља некодификовани скуп трако-романских наречја, који припадају балканском латинитету. Он припада групи источнороманских језика.
Према последњем попису из 2022. године број људи који су се изјаснили да им је влашки матерњи језик био је 23.216, што је за 19.879 мање (-46,13%) у односу на претходни попис 2011. када се тако изјаснило 43.095 људи.
Овај језик заправо чине два основна трако-романска дијалекта. Једним говоре Царани који живе у низијама око Зајечара, Неготина и Кладова, а другим Унгурјани, који насељавају подручја Хомоља, Звижда, Стига, Браничева, Млаве, Ресаве и Мораве. Поречка река и Црноречје припадају прелазној дијалекатској зони, чије се становништво традиционално звало Мунћани. Царани говоре крајинско-тимочким, а Унгурјани браничевско-хомољским дијалектом влашког језика, док је говор Мунћана нека врста прелазне зоне између ова два дијалекта, али много ближи говору Унгурјана, са којима иначе Мунћани имају више сличности него са Царанима. 
Поред разумљивих лексичких разлика, до којих су довеле две различите економије сточарство и ратарство, најуочљивије су гласовне разлике: Царани имају ч/ћ (č/ć) и џ/ђ (dž/đ), а немају африкату „дз“ нити умекшане гласове "ś" и "ź", док Унгурјани у своме говору немају „ч“ и „џ“, али имају „ћ“, „ђ“, умекшане гласове "ś" и "ź" и африкату „дз“, уместо које се код Царана чује глас „з“. За Унгурјане је такође карактеристичан облик предлога „по“ и „од": pră/dă, који код Царана и Мунћана има форму: pi/pe/pje односно đi/đe.

## Географска дистрибуција
| Управни округ       | Број говорника | Удео (%) |
| ------------------- | -------------- | -------- |
| Борски округ        | 9.507          | 9,40%    |
| Браничевски округ   | 9.063          | 5,80%    |
| Зајечарски округ    | 2.990          | 3,09%    |
| Поморавски округ    | 1.093          | 0,60%    |
| Подунавски округ    | 101            | 0,06%    |
| Топлички округ      | 22             | 0,03%    |
| Јужнобанатски округ | 74             | 0,03%    |
| Расински округ      | 44             | 0,02%    |
| Град Београд        | 185            | 0,01%    |

| Општина/град      | Управни округ | Број говорника | Удео (%) |
| ----------------- | ------------- | -------------- | -------- |
| Кучево            | Браничевски   | 2.310          | 19,57%   |
| Жагубица          | Браничевски   | 1.591          | 16,38%   |
| Неготин           | Борски        | 3.616          | 12,80%   |
| Петровац на Млави | Браничевски   | 3.140          | 12,12%   |
| Бољевац           | Зајечарски    | 1.222          | 12,00%   |
| Мајданпек         | Борски        | 1.650          | 11,33%   |
| Голубац           | Браничевски   | 576            | 8,73%    |
| Бор               | Борски        | 3.490          | 8,54%    |
| Кладово           | Борски        | 751            | 4,31%    |
| Мало Црниће       | Браничевски   | 368            | 4,10%    |
| Зајечар           | Зајечарски    | 1.711          | 3,57%    |
| Жабари            | Браничевски   | 324            | 3,50%    |
| Велико Градиште   | Браничевски   | 525            | 3,40%    |
| Ћуприја           | Поморавски    | 583            | 2,30%    |
| Деспотовац        | Поморавски    | 196            | 1,07%    |
| Свилајнац         | Поморавски    | 160            | 0,79%    |
| Град Пожаревац    | Браничевски   | 229            | 0,33%    |
| Сокобања          | Зајечарски    | 36             | 0,27%    |
| Јагодина          | Поморавски    | 133            | 0,21%    |
| Ковин             | Јужнобанатски | 42             | 0,15%    |